# Lawrence Day
Lawrence Alexander Day (Kitchener, 1 februari 1949) is een Canadese schaker met een FIDE-rating van 2279 in februari 2010. Hij is, sinds 1972, een internationaal meester, auteur en journalist. Hij vertegenwoordigde Canada bij 13 Schaakolympiades. 

## Beginjaren
Opgroeiend in Ottawa, werd Day beïnvloed door Fedor Bohatirchuk, een Oekraïense IM, die naar Canada was geëmigreerd na de Tweede Wereldoorlog. Via het Open Canadese Schaakkampioenschap in Kingston in 1966 kwalificeerde Day zich voor het vertegenwoordigen van Canada bij het junior Wereldkampioenschap Schaken in Jerusalem in  1967, hij speelde in de A-groep. 
Day speelde voor het eerst in de Schaakolympiade in 1968 in Lugano; hij speelde voor Canada aan het eerste reservebord (+3, =1, -8). In totaal speelde hij 13 keer in een Schaakolympiade, een Canadees  record. In 1971 speelde Day aan bord drie voor Canada (+7, =1, -2) in de studentenolympiade in Mayagüez; het team eindigde als derde. In 1972 studeerde hij af aan de Carleton University (Ottawa) op Engelse literatuur. Hij werkte enige tijd voor het blad Chess Canada, en werd vervolgens professioneel schaker. Zijn IM-titel behaalde hij bij het Canadese schaakkampioenschap, Toronto 1972. 

## Resultaten
Sinds het einde van de jaren 60 heeft hij diverse toernooien gewonnen in Canada en Noord-Amerika. In 1969 won hij het U.S. Junior Open toernooi. Het hoogste geldbedrag verdiende hij door het winnen van het 1980 World Open toernooi. Day won drie keer het Canadese Open Schaakkampioenschap (1976, 1980, 1988). Ook won hij drie keer het Open Schaakkampioenschap van Quebec (1974, 1975, 1979). In 1991 won hij het Gesloten Canadese Schaakkampioenschap. Hij werd gedeeld eerste bij het North Bay International Open in 1999. Vijf keer won hij de beker verbonden aan het kampioenschap van de stad Toronto (1977, 1980, 1983, 1984, 1995). Sinds de jaren 60 won Day in Ontario meer dan 25 weekendtoernooien, gehouden volgens het Zwitserse systeem.   
In de periode 1968–1998 nam Day namens Canada deel aan Schaakolympiades. In de jaren 90 nam hij diverse malen deel als last minute  invaller. In 1972 speelde hij in  Skopje als tweede reserve (+2, =5, -3), in 1974 in Nice als eerste reserve (+5, =5, -1), in 1976 (Haifa) 1976 aan het tweede bord (+2, =6, -2), in 1978 (Buenos Aires) aan het derde bord (+6, =3, -2), in 1980 (Valletta) aan het tweede bord (+5, =4, -2), in 1982 (Luzern) aan het vierde bord (+5, =2, -5), in 1984 (Thessaloniki) aan het derde bord (+3, =5, -2), in 1986 (Dubai) aan het derde bord (+8, =0, -3), waarbij hij de bronzen medaille won, in 1992 (Manilla)  als eerste reserve (+0, =2, -4), in 1994 (Moskou) aan het vierde bord (+3, =3, -3), in 1996 (Yerevan) als eerste reserve (+6, =3, -2) en in 1998 (Elista) als eerste reserve (+3, =0, -4). Zijn totaalscore, spelend in Olympiades namens Canada, is: +51, =39, -41. Het totaal aantal partijen, 131, is het op een na hoogste aantal voor een Canadese speler, na Daniel Yanofsky's 141. 
In de periode eind jaren 60 tot eind jaren 90 behoorde Day tot de top 10 van Canadese spelers. Zijn beste jaren vielen in de periode 1978-1982, daarna werd hij overtroefd door de grootmeesters Igor V. Ivanov en Kevin Spraggett. 
In augustus 2005 speelde Lawrence Day mee in het Howard Staunton herdenkingstoernooi dat plaatsvond in de City of London en dat door Jon Levitt gewonnen werd. Day eindigde met 4.5 punt op de vijfde plaats. 
Day was non-playing captain van het  Canadese team voor de Schaakolympiade van 2006 (Turijn). In 2006 verleende de Commonwealth Chess Association hem een eervolle grootmeestertitel. 

## Speelstijl
In zijn beginjaren speelde Day vaak conform de openingstheorie, maar toen zijn speelstijl zich verder ontwikkelde, begaf hij zich vaker in nog niet ontgonnen gebied. Omdat hij zowel kan spelen volgens openingstheorie als met ongebruikelijker systemen, is het lastig om zich op een partij tegen hem voor te bereiden. Soms speelt hij het koningsgambiet; tegen de Franse opening heeft hij met succes de Chigorin-variant 1.e4 e6 2.De2 gespeeld. Tijdens zijn beste jaren  speelde hij het Koningsfianchetto en bevond zich daarmee in de voorhoede van het onderzoeken van deze moderne opening.  Hij ontwikkelde de Pterodactylus Variant en gebruikte hem met succes tegen sterke spelers. Andere favoriete openingen waren de Gesloten Variant van de Siciliaanse Verdediging, de Grand Prix Aanval (1.e4 c5 2.f4) tegen de Siciliaanse Verdediging, en het Oud-Indisch. 

## Auteur
Day was de Games Editor van het Chess Canada Magazine; hij schreef het toernooiboek voor het Gesloten Canadese Schaakkampioenschap in 1972. Hij schreef een boekje over het Big Clamp openingssysteem en hij was in 1982, samen met de Engelse GM Julian Hodgson, co-auteur van een boek over de Grand Prix variant in het Siciliaans. Hij schreef een in 2007 door de  Chess'n Math Association  uitgegeven boek over het leven en de schaakpartijen van de Canadese IM Bryon Nickoloff (1956–2004), waar hij toen deze nog leefde goed mee bevriend was. Day werd in 1976 de wekelijkse schaakcolumnist van de krant  Toronto Star. Sinds eind jaren 60 draagt hij bij aan diverse Canadese schaakbladen. 